# Монте-Плата (провінція)
Мо́нте-Пла́та (ісп. Monte Plata) — провінція в Домініканській Республіці з однойменною центром. Відокремилася від провінції Сан-Крістобаль у 1992 році.

## Місцеві та регіональні муніципальні райони
Провінція розділена на п'ять муніципалітетів (municipio), а в межах муніципалітетів — муніципальні райони  (distrito municipal) :
- Баягуана
- Монте-Плата
  - Боя
  - Чирино
  - Дон-Хуан
- Перальвільйо
- Сабана-Гранде-де-Боя
  - Гонсало
  - Махагуаль
- Ямаса
  - Лос-Ботадос

Населення по муніципалітетам на 2012 рік (відсортована таблиця):
| № | Назва                 | Загальне населення | Міське населення | Сільське населення |
| - | --------------------- | ------------------ | ---------------- | ------------------ |
| 1 | Перальвільйо          | 20 048             | 7558             | 12 490             |
| 2 | Сабана-Гранде-де-Боя  | 30 085             | 20 430           | 9655               |
| 3 | Ямаса                 | 57 982             | 30 544           | 27 438             |
| 4 | Баягуана              | 34 786             | 19 001           | 15 785             |
| 5 | Монте-Плата           | 57 553             | 26 898           | 30 655             |
|   | Провінція Монте-Плата | 200 454            | 104 431          | 96 023             |